# FreeCol
FreeCol (Free Colonization) — вільний клон Colonization Сіда Меєра. Поширюється за ліцензією GNU General Public License. Гра написана на Java, і працює, як мінімум, у Microsoft Windows, Apple Mac OS X (з обмеженнями) та GNU/Linux. У лютому 2007 року гра стала проектом місяця на SourceForge.net.

## Геймплей
Події FreeCol починаються в році 1492, коли корабель, подолавши океан, виявляється поблизу невідомих земель.
У грі за європейські нації: Англія, Голландія, Данія, Іспанія, Португалія, Росія, Франція, Швеція, — можуть брати участь до восьми осіб. До того ж у грі можуть бути задіяні індіанські племена: Апачі, Араваки, Ацтеки, Інки, Ірокези, Сіу, Ту́пі, Черокі, — керовані комп'ютером. Наявні декілька ігрових мап, що схематично відтворюють географію обох Америк, Карибів, Австралії, Африки.
Усі європейські держави починають колонізацію з 1492, місця висадки перших колоністів залежать від мапи. На найбільшій ігровій мапі французи, англійці, данці, голландці та шведи прямують Атлантикою до східного узбережжя Північної Америки, іспанці та португальці освоюють Центральну та Південну Америку, росіяни висаджуються на західному узбережжі Північної Америки.
Кожна європейська нація має певні переваги в одній з наступних сфер: імміграція, торгівля, сільське господарство, завоювання, мореплавство, мисливство, співпраця, будівництво. Додаткові переваги можна набути, запрошуючи в свою колонію батьків-засновників.
Маючи декілька поселенців, гравець будує поселення в Новому Світі, провадить торгівлю з метрополією та індіанцями, борючись за владу з колоніями суперників. Остаточна мета гри задається початковими налаштуваннями, нею може бути: швидке проголошення незалежності чи усунення інших гравців-«європейців».
Економіка гри має декілька рівнів. В основі лежить освоєння природної сировини (їжа, деревина, руда, хутро, тютюн, бавовна, цукор, срібло), її здобуття полегшується на спеціальних клітинках, де сконцентровані відповідні ресурси. Далі, в кожному поселенні гравець може будувати промислові будівлі для перетворення сировини в готові товари (інструменти, теплий одяг, сигари, тканина, алкоголь), а також для виготовлення зброї. Більш ефективно здобувають сировину та виробляють товари спеціальні працівники — умілики, які можуть бути залучені в Європі або треновані в колоніях. Вдалій торгівлі з Європою можуть стати на заваді нав'язувані метрополією податки, коливання цін, а також, пірати. Відвідування індіанських поселень та розвідування покинутих міст може призвести до легкого збагачення або ж до втрати юнітів чи навіть, до війни з індіанцями. В торгівлі з індіанцями слід пам'ятати про необхідність час від часу робити подарунки, щоб не збуджувати невдоволення вождів. Захоплення колоній та індіанських поселень дає певний прибуток. При веденні бою враховуються вміння солдата, тип території та наявність укріплень.
Гра має не лише розвинену економіку та опції бою. Для залучення більшої кількості переселенців з Європи, а також перебіжчиків-індіанців слід культивувати релігійність (будувати храмові споруди, залучати проповідників і місіонерів). «Інвестиції в громадянське суспільство» (залучення політиків, батьків-засновників, розбудова освіти та преси) підвищують ефективність колонії та наближають можливість проголошення незалежності.
На гру впливає дипломатія Старого світу: згідно з договором Корони (наприклад, Утрехтським миром), колонія може бути передана іншій європейській нації. Час на розвиток і відокремлення колоній у Новому світі також обмежений: до середини XIX століття. За проголошенням незалежності слідує війна з колоніальними військами метрополії, що прибувають в Новий світ для придушення повстання.
В разі військової поразки доступний режим помсти, в якому гравець отримує Летючий голландець з командою живих мерців під орудою могутнього Капітана, — порівняно сильні юніти, що можуть зіпсувати супротивнику смак перемоги.

## Галерея

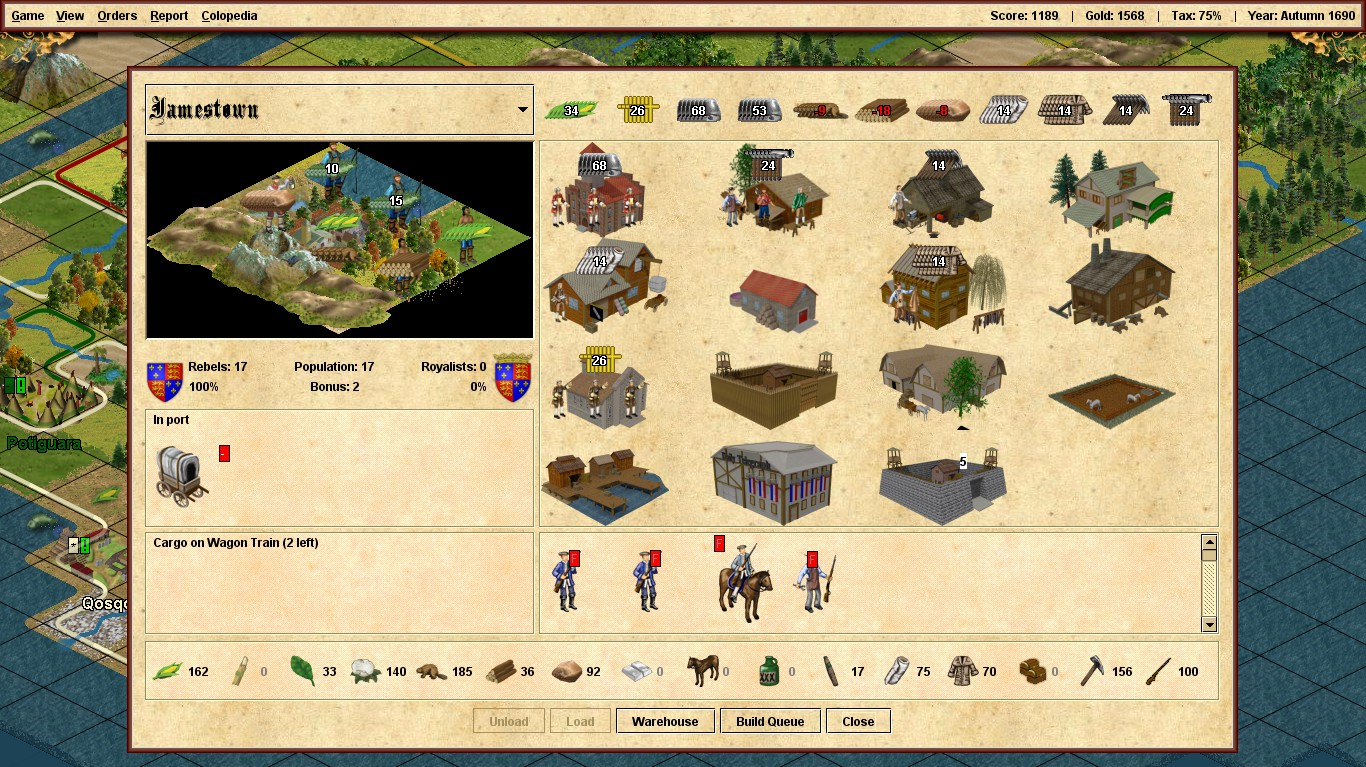
Вигляд керування містом
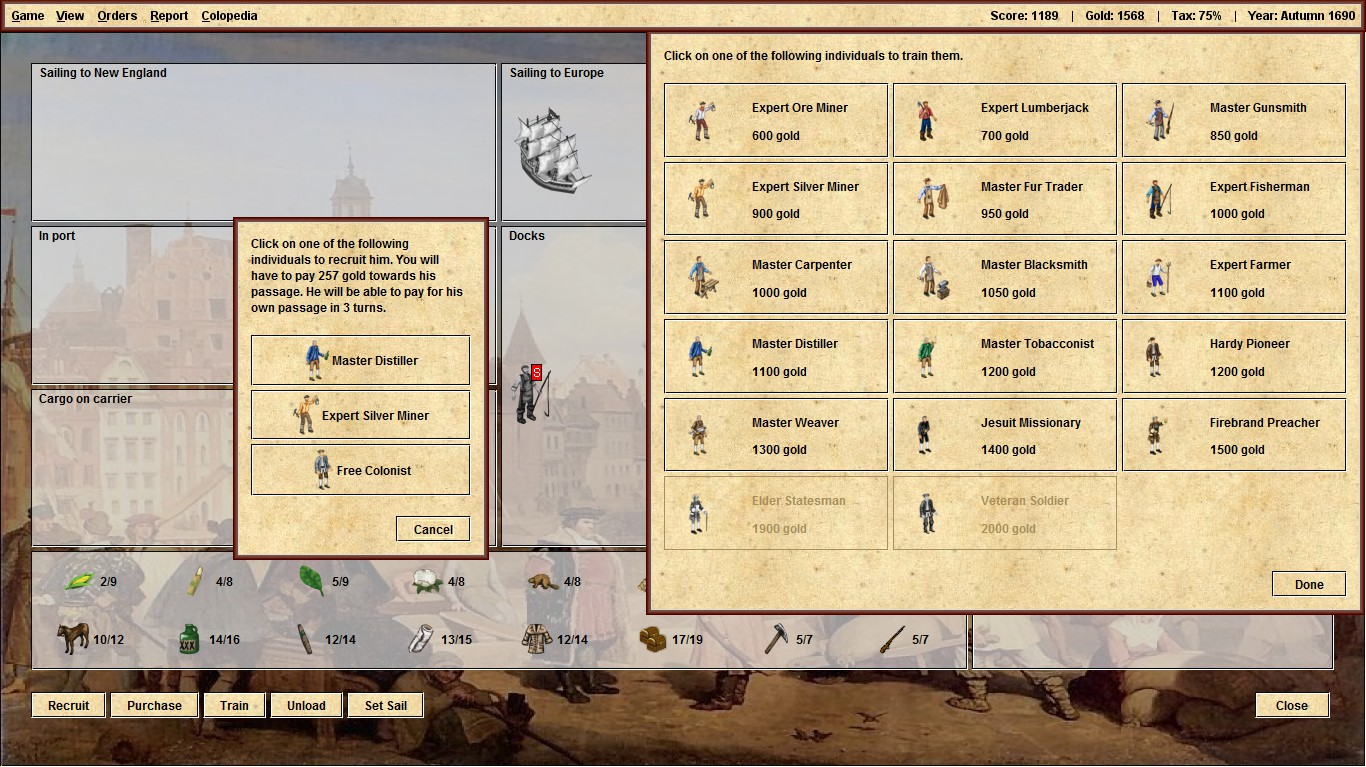
Вигляд керування працівниками